# Tropinota villiersi
Tropinota villiersi är en skalbaggsart som beskrevs av Baraud 1984. Tropinota villiersi ingår i släktet Tropinota och familjen Cetoniidae. Inga underarter finns listade i Catalogue of Life.